# Vochysia tabascana
Vochysia tabascana är en tvåhjärtbladig växtart som beskrevs av Thomas Archibald Sprague. Vochysia tabascana ingår i släktet Vochysia och familjen Vochysiaceae. Inga underarter finns listade i Catalogue of Life.